# Emanuel Hohenauer de Charlenz
Emanuel Hohenauer Edler von Charlenz (ur. 11 grudnia 1863 w Stryju, zm. 12 stycznia 1946 w Krakowie) – pułkownik cesarskiej i królewskiej Armii, generał brygady Wojska Polskiego.

## Młodość, służba w austriackiej armii
Kształcił się początkowo we Lwowie, gdzie uczęszczał do szkoły realnej i Korpusu Kadetów. Następnie uczył się w Korpusie Kadetów w Łobzowie i w szkole sztabowej w Wiedniu. W armii austriackiej od 1880 roku. Pełnił w niej m.in. funkcję dowódcy 1 i 16 pułku strzelców, brał udział w I wojnie światowej. 31 lipca 1916 otrzymał nobilitację szlachecką z predykatem von Charlenz.

## Służba w WP, późniejsze losy
Z dniem 1 listopada 1918 został przyjęty do Wojska Polskiego i przydzielony do Okręgu Generalnego „Kraków”. Od 10 marca do 12 czerwca 1919 dowodził 20 pułkiem piechoty Ziemi Krakowskiej. 29 maja 1919 objął dowództwo XII Brygady Piechoty. W 1920 został oficerem do specjalnych poruczeń w dowództwie 6 Armii. Na tym stanowisku 22 maja 1920 został zatwierdzony z dniem 1 kwietnia 1920 w stopniu pułkownika w piechocie. Był inspektorem 6 Armii. 
Z dniem 1 maja 1921 został przeniesiony w stan spoczynku w stopniu generała podporucznika. 26 października 1923 został zatwierdzony przez Prezydenta RP w stopniu generała brygady ze starszeństwem z dniem 1 czerwca 1919 w korpusie generałów. Osiadł w Krakowie. Zmarł 12 stycznia 1946 tamże. Został pochowany na krakowskim cmentarzu wojskowym przy ul. Prandoty 16 stycznia 1946 (kwatera 6 woj.-płd.-3).
W 2018 roku PAU wydała w XII tomie Prac Komisji Historii Wojen i Wojskowości PAU jego wspomnienia Wojna światowa 1914-1918. Moje wspomnienia i przeżycia bojowe opracowane wstępem i przypisami przez Ewę Danowską. 

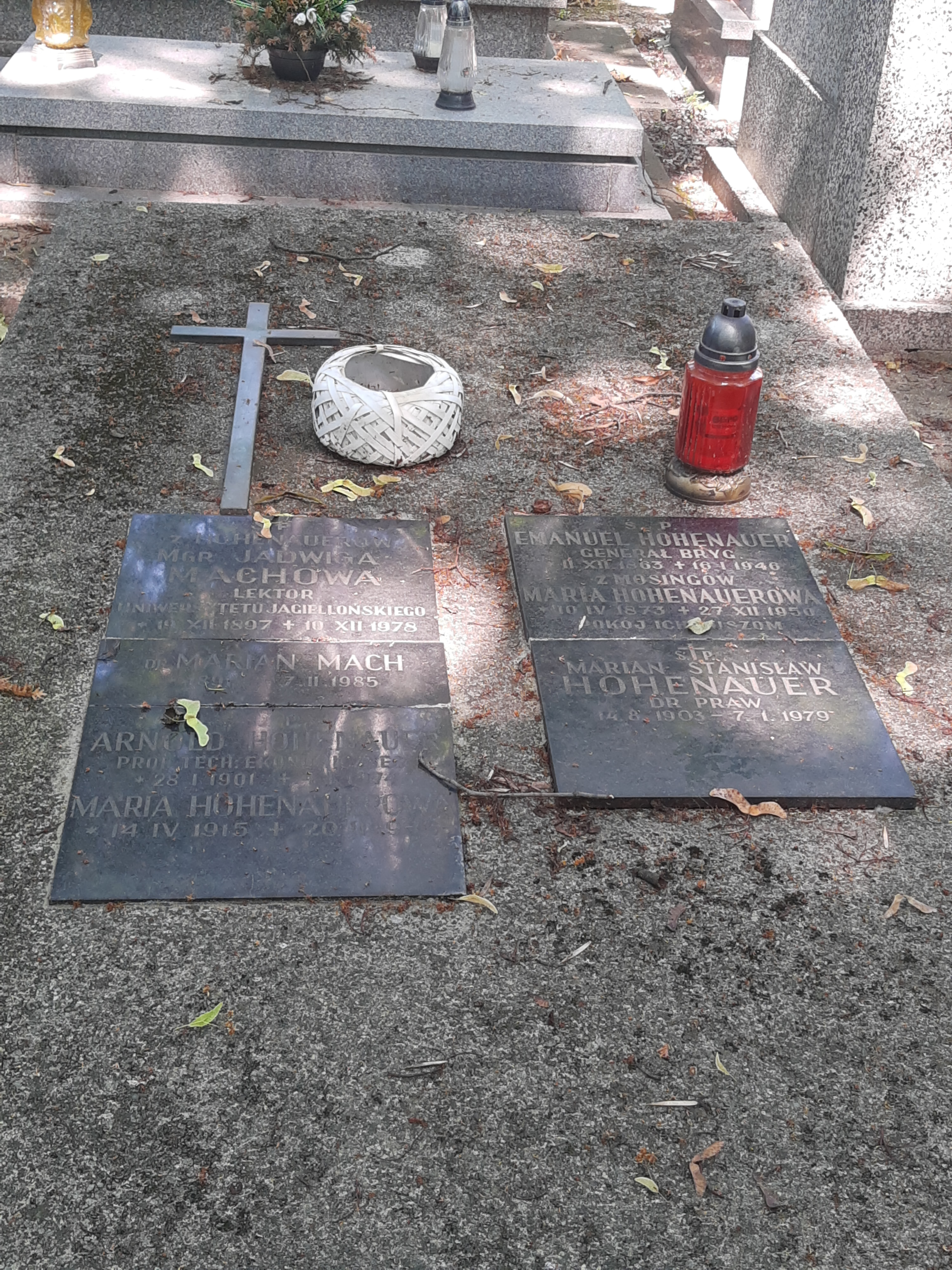
Grób gen. Emanuela Hohenauera na cmentarzu wojskowym przy ul. Prandoty

## Rodzina
Dwukrotnie żonaty: z Franciszką Bronisławą Kamińską, a następnie z Franciszką Marią Mossing. Miał pięcioro dzieci: Alfreda (z pierwszą żoną) oraz Emanuela, Jadwigę, Arnolda i Mariana.

## Awanse
- chorąży - 1884,
- podporucznik - 1887,
- porucznik - 1891,
- kapitan - 1897,
- major - 1911,
- podpułkownik - 1914,
- pułkownik - 1916,
- generał podporucznik - 1 maja 1921
- generał brygady - 26 października 1923 ze starszeństwem z dniem 1 czerwca 1919